# Vespella de Gaià
Vespella de Gaià település Spanyolországban, Tarragona tartományban. Vespella de Gaià Salomó, Bonastre, La Pobla de Montornès, La Nou de Gaià, El Catllar, La Riera de Gaià, Renau és Vilabella községekkel határos. Lakosainak száma 506 fő (2024).

## Népesség
A település népessége az elmúlt években az alábbi módon változott:
| Lakosok száma | 100  | 220  | 121  | 117  | 69   | 241  | 404  | 417  | 410  | 506  |
|               | 1717 | 1887 | 1936 | 1960 | 1986 | 2004 | 2009 | 2014 | 2019 | 2024 |